# TSG Erkelenz
Die Tanzsportgemeinschaft Erkelenz ist ein Tanzsportverein in Erkelenz. Der Verein wurde am 7. September 1982 gegründet. Er bietet Lateintanzen, Jazz und Modern Dance und Contemporary Dance an. Eine Lateinformation des Vereins tanzte in den 1990er-Jahren in der 1. Bundesliga Latein.

## Lateinformationen

### A-Team
Das A-Team der TSG Erkelenz tanzte in der zweiten Hälfte der 1990er-Jahre in der 1. Bundesliga Latein. Die Formation war Mitte der 1990er-Jahre in die 1. Bundesliga aufgestiegen:
- Saison 1994/95: Oberliga West Latein, 2. Platz
- Saison 1995/96: Regionalliga West Latein, 1. Platz (im Aufstiegsturnier zu 2. Bundesliga Latein wurde ebenfalls der 1. Platz erreicht)
- Saison 1996/97: 2. Bundesliga Latein, 2. Platz
- Saison 1997/98: 1. Bundesliga Latein.

Sie hielt sich drei Jahre in 1. Bundesliga Latein und tanzte in den Saisons 2000/01 und 2001/02 in der 2. Bundesliga. Ab der Saison 2002/03 tanzte die Formation in der Regionalliga West Latein. In der Saison 2007/08 trat die Mannschaft nicht mehr zu den Turnieren an. Nach dem daraus folgenden Zwangsabstieg aus der Regionalliga wurde zur Saison 2008/09 ein Neustart in der Landesliga West Latein versucht.
Ende 2021 bildete die Lateinformation eine Formationsgemeinschaft (FG) mit der TSG Quirinus e.V. Neuss und dem TSV Viersen. Gemeinsam wurden Turniere der Saison 2022 bestritten. Nach Auflösung der FG trainieren die Mitglieder der TSG Erkelenz weiter und suchen weitere Mitglieder.

### Weitere Lateinformationen
Neben dem A-Team verfügte die TSG Erkelenz auch über ein B-Team, das bis zur Saison 2006/07 in der Landesliga West Latein startete. Das B-Team des TSG Erkelenz tanzte in der Vergangenheit zeitweise auch in der Oberliga oder Regionalliga West Latein.
Darüber hinaus verfügte der Verein Ende der 1990er-Jahre auch über ein C-Team, das bis zur Saison 1998/99 in der Landesliga West Latein tanzte. In der Saison 1999/00 trat die Mannschaft nicht mehr an.

## Jazz und Modern Dance
Im Bereich Jazz und Modern Dance verfügt die TSG Erkelenz über zwei Formationen. Die Mannschaft „Verismo“ (Verbandsliga West) und die Mannschaft „Precise“ (Landesliga West).